# Ахметзянов, Ильдус Талгатович
Ильдус Талгатович Ахметзянов (тат. Илдус Тәлгат улы Әхмәтҗанов; род. 20 июля 1966) — российский предприниматель и политик, член Совета Федерации (2014—2019).

## Биография
С 1984 по 1986 год служил в рядах Советской армии. В 1988 году окончил Чистопольский совхоз-техникум (в 1988—1989 годах являлся освобождённым секретарём комитета ВЛКСМ совхоза-техникума). В 2002 году окончил Открытый университет Великобритании, получив диплом менеджера. В 2004 году получил специальность инженера-конструктора в Казанском государственном техническом университете имени Туполева.
В 1989 году вступил в казанский кооператив «Темп», с 1990 по 1992 год занимал в нём должность заместителя председателя. С 1992 по 1996 год управлял магазином «Торговый дом» при ТОО «Чистай ЛТД» в Чистополе, с 1996 по 1999 год — коммерческий директор ООО «Чистопольское оптово-розничное предприятие „Универсалторг“», в 1999 назначен его генеральным директором. С 2001 по 2010 год работал генеральным директором ООО «Управляющая компания „Универсалторг“», в 2005—2010 годах — генеральным директором ОАО «Холдинговая компания „Универсалторг“».
С 17 апреля 2010 года — глава Чистопольского муниципального района, с октября 2010 года — депутат Чистопольского районного совета.
14 сентября 2014 года избран в Государственный Совет Республики Татарстан V созыва на непостоянной основе.
1 октября 2014 года постановлением Госсовета Татарстана депутатские полномочия Ахметзянова досрочно прекращены со 2 октября 2014 года на основании письменного заявления в связи с наделением полномочиями члена Совета Федерации — представителя от Государственного Совета Республики Татарстан.

## Награды
- Медаль ордена «За заслуги перед Отечеством» II степени (2018)[4]

## Семья
Женат, воспитывает трёх дочерей.